# Acquario di Cattolica Le Navi

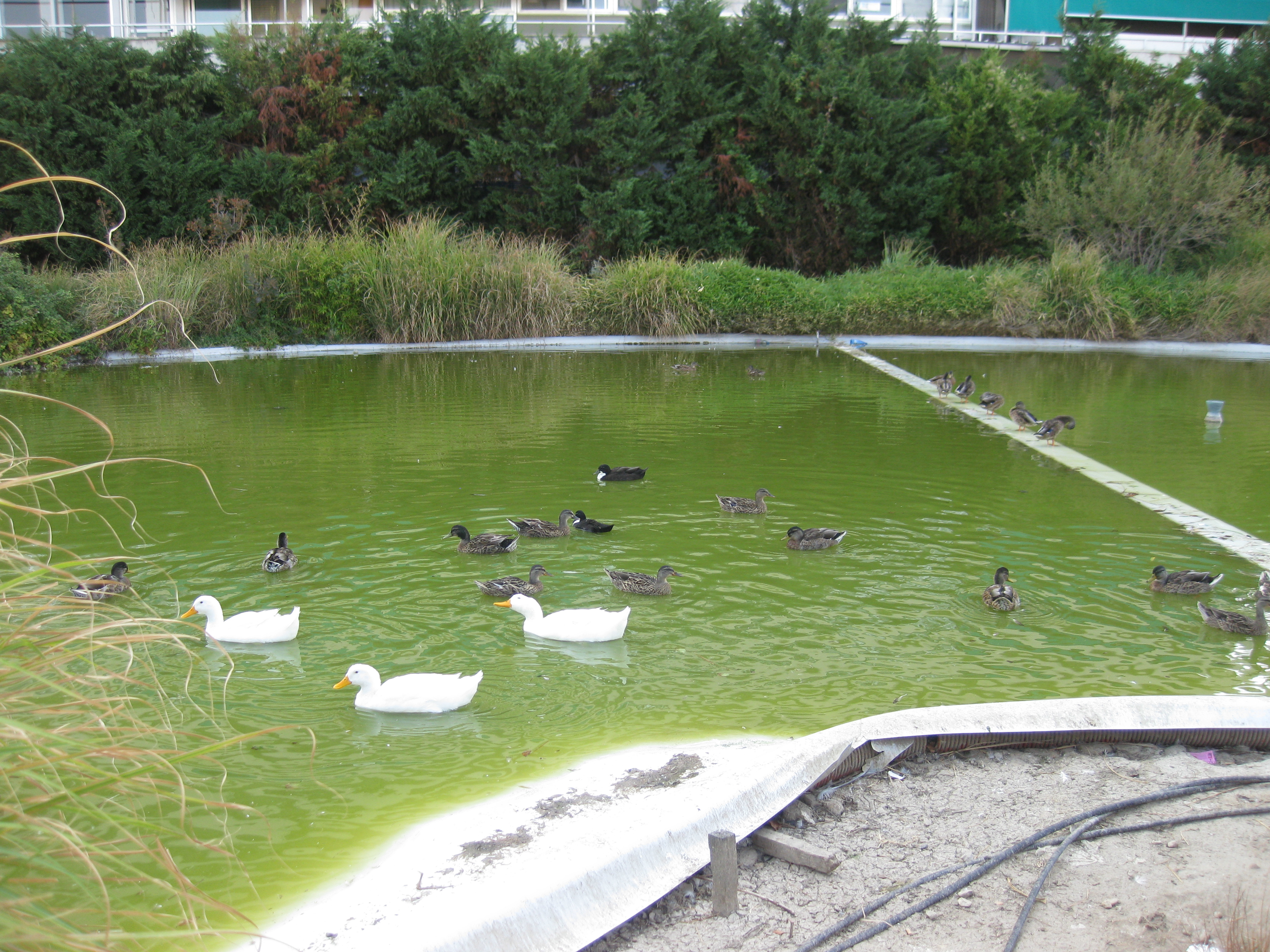
Il laghetto all'interno dell'Acquario

L'Acquario di Cattolica Le Navi è l'acquario pubblico più grande del mare Adriatico e il secondo più grande in Italia, che si trova a Cattolica (RN). È stato inaugurato nel 2000 e nel corso degli anni si sono aggiunti sempre nuovi animali. È stato costruito nell'ambito della riqualificazione e del restauro del complesso edilizio "Le Navi", una colonia marina progettata dall'architetto Clemente Busiri Vici nel 1931 e inaugurato nel 1934 con il nome di Colonia Marina "XXVIII Ottobre".

## Descrizione
L'acquario propone quattro percorsi diversi ai visitatori: blu, giallo, verde e viola. Ognuno è dedicato a diverse categorie di specie animali.
- blu: pesci di barriera corallina, squali, pinguini, tartarughe, meduse e trigoni viola.
- giallo: lontre e caimani nani di Cuvier.
- verde: anfibi e rettili
- viola: pesci abissali e affini.

All'acquario di Cattolica è dedicato il brano musicale Cattolica di Pop X, pubblicato nell'album Best of P o P _ X (2015).

## Galleria d'immagini

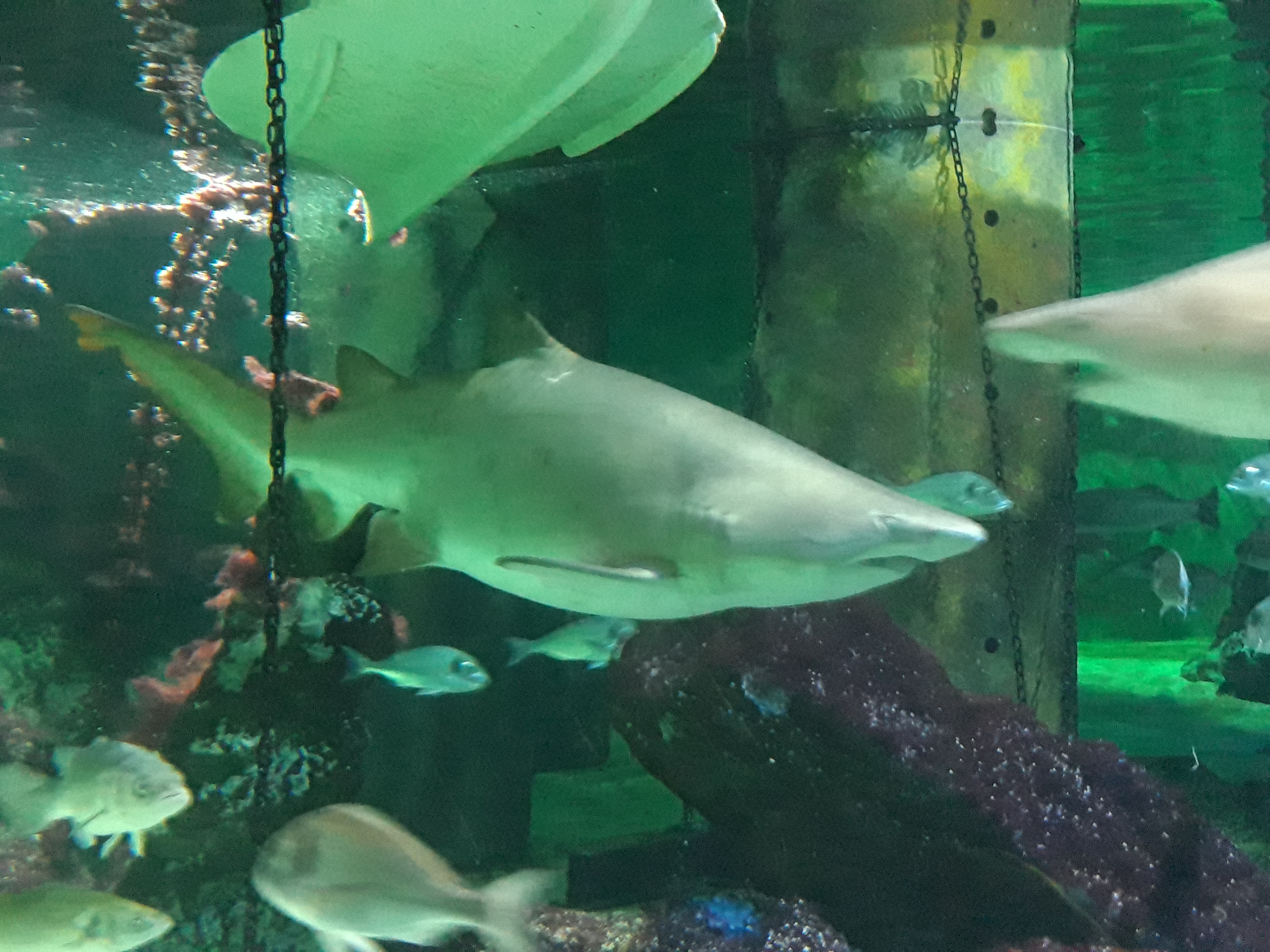
La vasca degli squali toro (percorso blu).
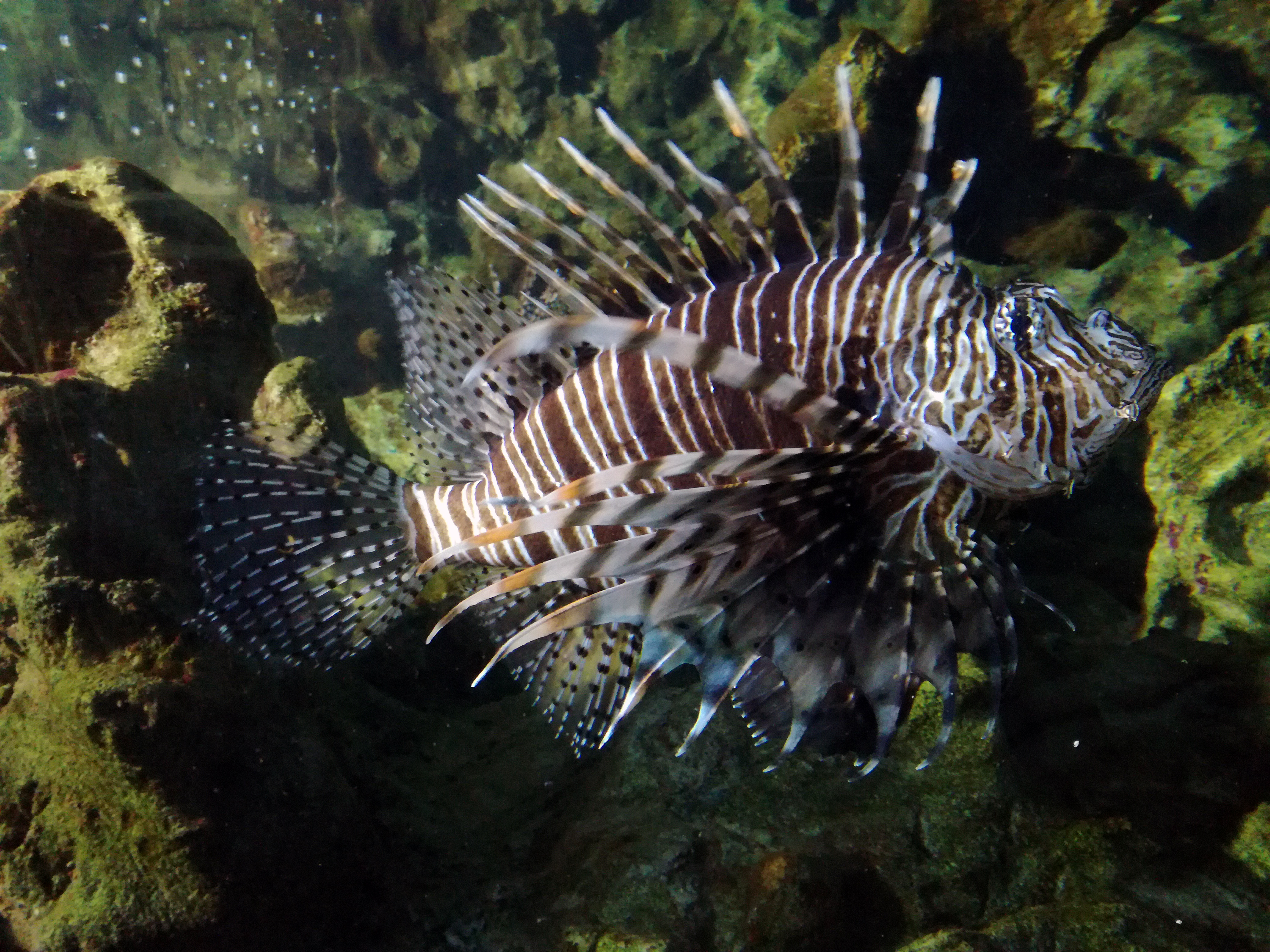
Pesce leone orientale (percorso blu).
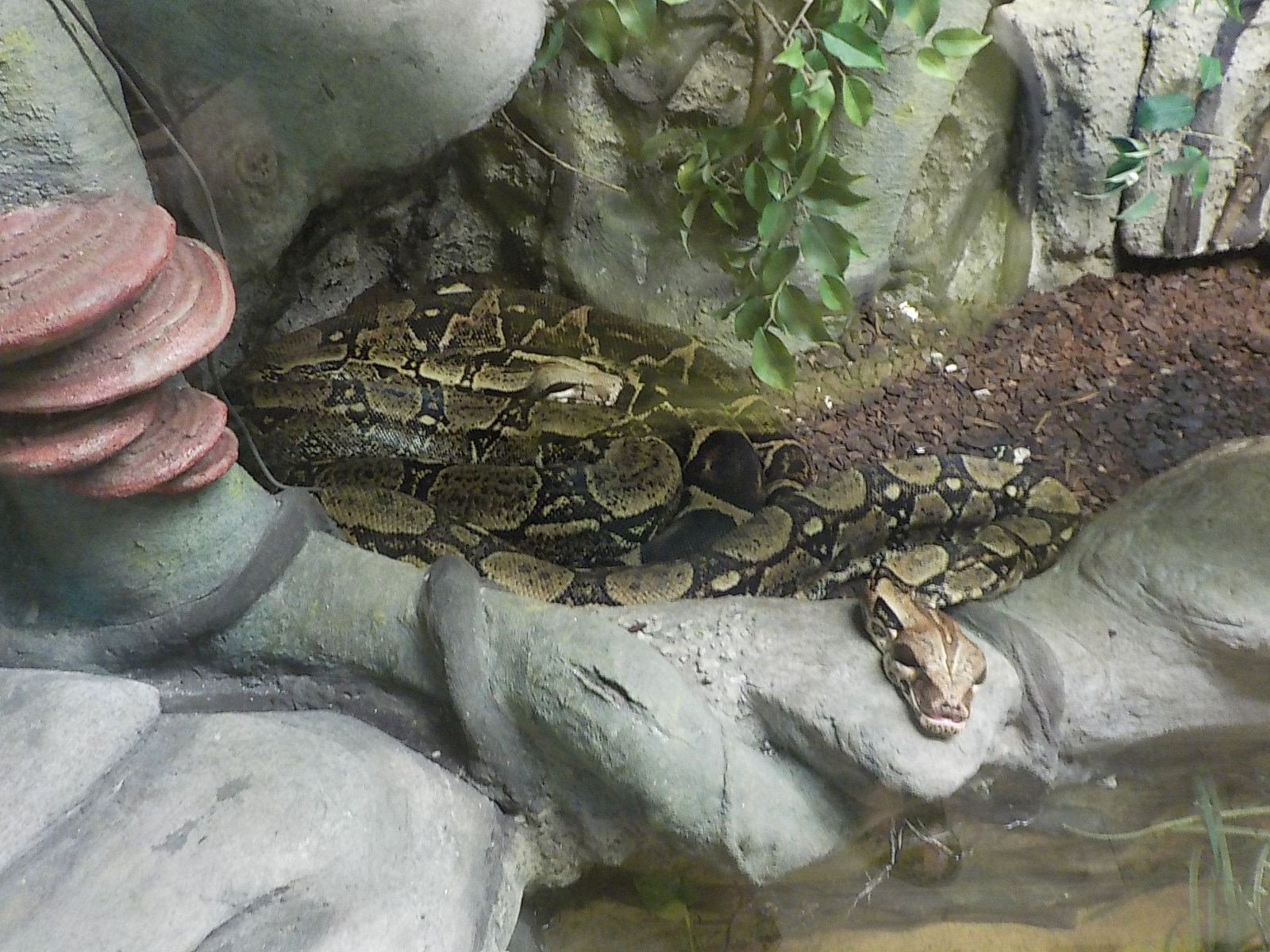
Boa costrittore (percorso verde).
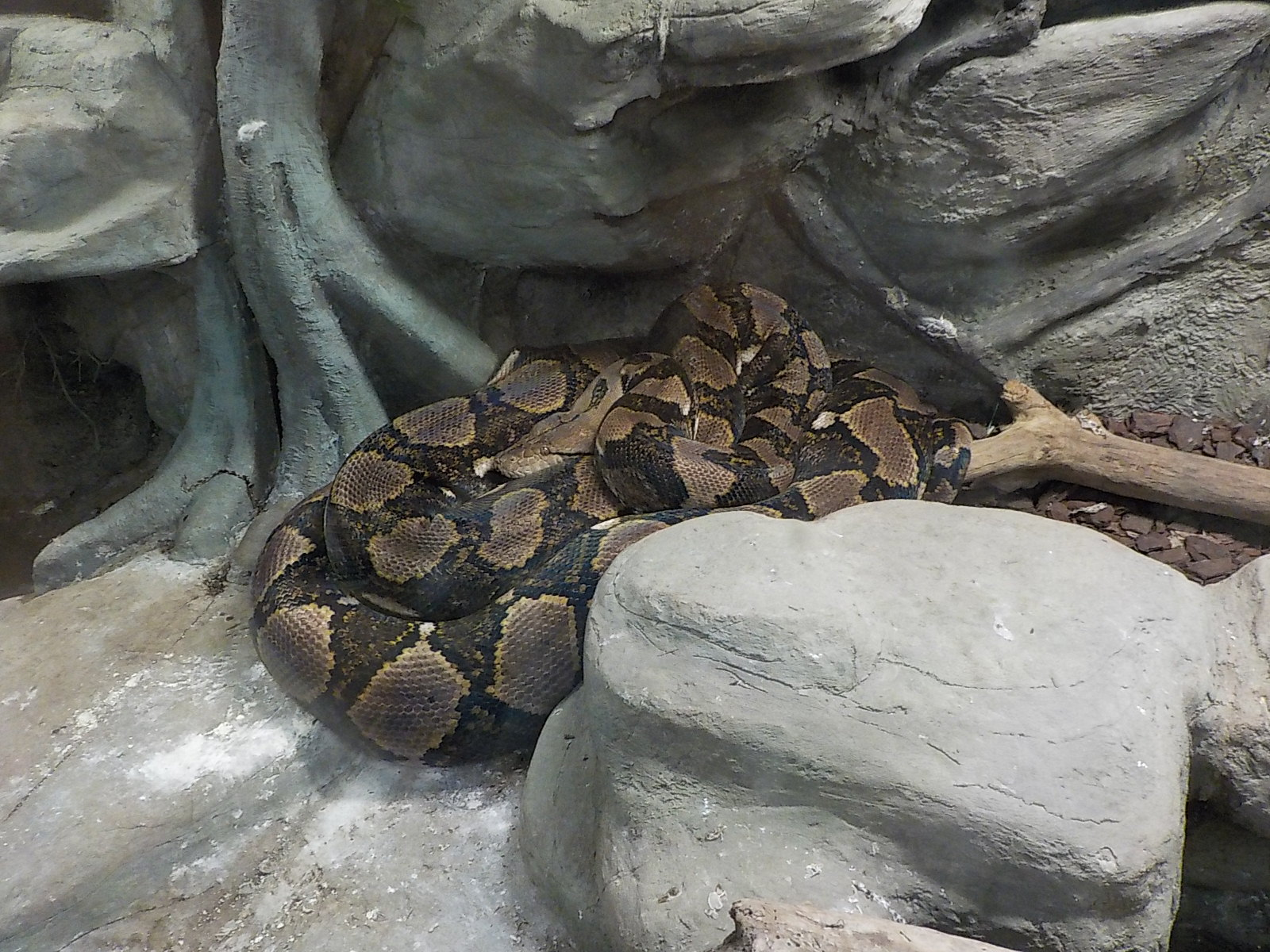
Pitone reticolato (percorso verde).